# كيفن دانيلز
كيفن دانيلز (بالإنجليزية: Kevin Daniels)‏ هو ممثل أمريكي بدأ مسيرته الفنية سنة 1998.

## الأعمال

### أفلام
- جريمة قتل هوليوودية (2003)
- الجزيرة (2005)
- المكسور (2006) (بدور: فرانكلين)

### مسلسلات
- العائلة الحديثة (2010)

## روابط خارجية
- كيفن دانيلز على موقع IMDb (الإنجليزية)
- كيفن دانيلز على موقع قاعدة بيانات برودواي على الإنترنت (الإنجليزية)
- كيفن دانيلز على موقع قاعدة بيانات الفيلم (الإنجليزية)